# John Church Hamilton

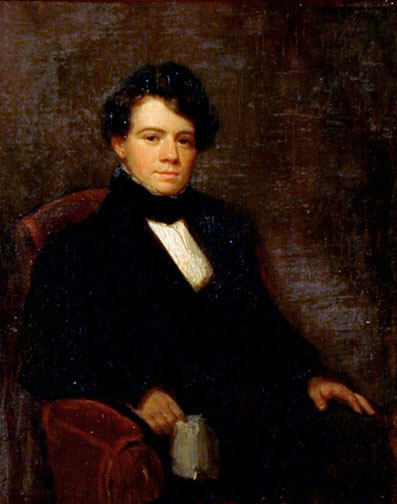
John Church Hamilton (Henry Inman (Maler), zwischen 1825 und 1830)

John Church Hamilton (* 1792; † 1882) war ein US-amerikanischer Historiker und Soldat. Er war der vierte Sohn des Gründervaters Alexander Hamilton und seiner Frau Elizabeth Schuyler Hamilton.

## Leben und Werk
Sein Vater starb 1804 in einem Pistolenduell mit Aaron Burr als Hamilton 12 war. Fünf Jahre später beendete er sein Studium an der Columbia University, worauf er als Soldat im Krieg von 1812 diente.
Hamilton war mit The Life of Alexander Hamilton (1840) und Life of Alexander Hamilton: A History of the Republic of the United States of America (7 Bände, 1857–1864), seinem Lebenswerk, der erste Biograph seines Vaters. Seine Aussagen über das frühe Leben seines Vaters beruhten oft auf Erzählungen seines Vaters, der wegen seiner Illegitimität über seine Kindheit nur wenig berichtete. Es ist anzunehmen, dass einige Behauptungen über das frühe Leben seines Vaters nicht stimmen.